# زهورات شامية
زهورات شامية
مجموعة من الأعشاب البرية المنتشرة في سورية التي تتشابه من حيث الفوائد الصحية العامة ولكنها تتميز ببعض الخصوصية في العلاج وتشتهر مدينة دمشق بهذه الخلطات من الأعشاب والمعروفة ب زهورات شامية.

## مكونات الزهورات
ومن هذه الأعشاب اليانسون، النعناع البري، البابونج، ورق الزعتر، زهرة الخاتمية، زهرة البنفسج، زهرة الجوري، الزوفى، الخزامي، اكليل الجبل، الورد، وبذور الشومر، وورق المليسة، وغيرها من الأعشاب البريّة.

## طريقة التحضير
لتحضير هذا المشروب الساخن " نحتاج إلى غلي 300 ملم من الماء، ثمّ نضع ما قرابته خمس ملاعق من خلطة الزهورات المتوفرة لدينا مع مراعاة عدم غلي أوراق الزهورات في الماء، وإنّما توضع في الماء الساخن فقط ، وتحلّى بالسكر أو العسل حسب الرغبة، ثمّ يترك الخليط لما لا يزيد عن عشر دقائق حتّى تمتزج المكوّنات جيّداً، ثمّ يشرب ساخناً. أمّا لمن يسعى للحفاظ على وزن مثاليّ فالأفضل عدم تحلية المشروب وشربه مرّاً